# Super Street Fighter IV (OAV)
Super Street Fighter IV (スーパーストリートファイター IV, Supā Sutorīto Faitā Fō) est un OAV réalisé par Fuminori Kizaki et produit par le studio Gonzo en 2010. Il fait partie de la série d'animée Street Fighter et est le second OAV après Street Fighter IV: The Ties That Bind sorti en 2009. Il est intégré dans le collector japonais du jeu portant le même nom et est disponible sur la plateforme de téléchargement Xbox Live japonaise.
L'animé est centré sur un personnage sud-coréen répondant au nom de Juri.